# Mühlen (Stiermarken)
Mühlen is een gemeente in de Oostenrijkse deelstaat Stiermarken, en maakt deel uit van het district Murau.
Mühlen telt 1000 inwoners.
Stadsgemeenten:
Murau ·
Oberwölz

Marktgemeenten:
Mühlen ·
Neumarkt in der Steiermark ·
Sankt Lambrecht ·
Sankt Peter am Kammersberg
Scheifling ·

Overige gemeenten:
Krakau ·
Niederwölz ·
Ranten ·
Sankt Georgen am Kreischberg ·
Schöder ·
Stadl-Predlitz ·
Teufenbach-Katsch